# Crepis capillaris var. capillaris
Crepis capillaris subsp. capillaris é uma variedade de planta com flor pertencente à família Asteraceae.

Os seus nomes comuns são almeirão-branco, almeiroa ou barba-de-falcão.

## Portugal
Trata-se de uma variedade presente no território português, nomeadamente em Portugal Continental e no Arquipélago dos Açores.
Em termos de naturalidade é nativa de Portugal Continental e introduzida no Arquipélago dos Açores.

## Protecção
Encontra-se/Não se encontra protegida por legislação portuguesa ou da Comunidade Europeia, nomeadadamente pelo Anexo  da Directiva Habitats e pelo Anexo  da Convenção sobre a Vida Selvagem e os Habitats Naturais na Europa e pelo ##LN##.